# Anatol Iulin
Anatol Iulin   (9 de març de 1929 - Minsk, 29 d'agost de 2002) fou un atleta belarús especialista en curses de tanques, que va competir sota bandera soviètica en els anys posteriors a la Segona Guerra Mundial.
El 1952 va prendre part en els Jocs Olímpics de Hèlsinki, on fou quart en la cursa dels 400 metres tanques del programa d'atletisme. Quatre anys més tard, als Jocs de Melbourne, disputà dues proves del programa d'atletisme. En ambdues quedà eliminat en sèries.
En el seu palmarès destaca una medalla d'or en els 400 metres tanques al Campionat d'Europa d'atletisme de 1954, i una d'or i dues de plata en els 400 metres tanques al Festival Mundial de la Joventut i els Estudiants. No guanyà cap campionat soviètic, però si cinc podis.
Posteriorment fou entrenador de la selecció nacional de l'URSS.

## Millors marques
- 400 metres. 49.0" (1955)
- 400 metres tanques. 50.5" (1954)[1][7]